# Liste des planètes mineures non numérotées découvertes en 2000
Pour un article plus général, voir Liste des planètes mineures.
Cet article dresse la liste des planètes mineures (astéroïdes, centaures, objets transneptuniens et assimilés) non numérotées découvertes en 2000 dans l'ordre de leur découverte.
Au 15 janvier 2025, 661 077 des 1 434 993 planètes mineures répertoriées par le Centre des planètes mineures ne sont pas encore numérotées, soit 46,07 %.

## Rappel concernant la désignation provisoire
La désignation provisoire indique l'ordre de découverte de ces objets. En effet, cette désignation est composée de l'année de découverte (par exemple 2000) suivie de la quinzaine (demi-mois) de découverte (p.e. A = 1-15 janvier) puis de l'ordre de découverte dans cette quinzaine. Cet ordre est indiqué par une lettre et éventuellement un chiffre comme suit : A pour la première découverte, B pour la deuxième, ..., Z pour la 25e (le I n'est pas utilisé pour éviter la confusion avec 1), A1 pour la 26e, B1 pour la 27e, etc. , Z1 pour la 50e, A2 pour la 51e, B2 pour la 52e, etc. L'ordre de la numérotation ne suit donc pas l'ordre alphanumérique. 2000 AA1 suit ainsi 2000 AZ et précède 2000 AB1.

## Liste

### Du1erau 15 janvier 2000
- 2000 AA6
- 2000 AB6
- 2000 AG6
- 2000 AZ54
- 2000 AY93
- 2000 AY105
- 2000 AE205
- 2000 AG205
- 2000 AH205
- 2000 AQ211
- 2000 AR211
- 2000 AS212
- 2000 AH213
- 2000 AK213
- 2000 AO218
- 2000 AZ219
- 2000 AQ223
- 2000 AU227
- 2000 AV227
- 2000 AA228
- 2000 AB229
- 2000 AC229
- 2000 AT251
- 2000 AB255
- 2000 AC255
- 2000 AD255
- 2000 AE255
- 2000 AF255
- 2000 AB259
- 2000 AF259
- 2000 AG259
- 2000 AK259
- 2000 AW259
- 2000 AA260

### Du 16 au 31 janvier 2000
- 2000 BL10
- 2000 BH19
- 2000 BK19
- 2000 BO19
- 2000 BW30
- 2000 BB31
- 2000 BF37
- 2000 BJ38
- 2000 BU42
- 2000 BZ47

### Du1erau 15 février 2000
- 2000 CA13
- 2000 CL33
- 2000 CM33
- 2000 CN33
- 2000 CO33
- 2000 CN34
- 2000 CJ59
- 2000 CK59
- 2000 CS67
- 2000 CJ79
- 2000 CM79
- 2000 CU80
- 2000 CS95
- 2000 CB97
- 2000 CP101
- 2000 CR101
- 2000 CL104
- 2000 CM104
- 2000 CN104
- 2000 CO104
- 2000 CK105
- 2000 CL105
- 2000 CP105
- 2000 CS105
- 2000 CT105
- 2000 CU105
- 2000 CY105
- 2000 CP107
- 2000 CE114
- 2000 CN114
- 2000 CO114
- 2000 CP114
- 2000 CH129
- 2000 CK129
- 2000 CB130
- 2000 CD130
- 2000 CJ130
- 2000 CQ131
- 2000 CK132
- 2000 CV132
- 2000 CW132
- 2000 CF133
- 2000 CO136
- 2000 CH137
- 2000 CJ137
- 2000 CO139
- 2000 CO140
- 2000 CP142
- 2000 CS142
- 2000 CB147
- 2000 CM150
- 2000 CR150
- 2000 CJ151
- 2000 CD152
- 2000 CE152
- 2000 CJ152
- 2000 CN152
- 2000 CP152
- 2000 CY152
- 2000 CZ152
- 2000 CB153
- 2000 CC153
- 2000 CD153
- 2000 CR153
- 2000 CV153
- 2000 CD154
- 2000 CH154
- 2000 CK154
- 2000 CL154
- 2000 CS154
- 2000 CT154
- 2000 CX154
- 2000 CY154
- 2000 CZ154
- 2000 CA155
- 2000 CB155
- 2000 CC155
- 2000 CE155
- 2000 CS155
- 2000 CW155
- 2000 CY155
- 2000 CA156
- 2000 CC156
- 2000 CD156
- 2000 CE156
- 2000 CF156
- 2000 CG156
- 2000 CH156
- 2000 CP156
- 2000 CR156
- 2000 CX156
- 2000 CB157
- 2000 CC157
- 2000 CD157
- 2000 CK157

### Du 16 au 29 février 2000
- 2000 DN1
- 2000 DF8
- 2000 DG8
- 2000 DL8
- 2000 DO8
- 2000 DQ17
- 2000 DJ39
- 2000 DG58
- 2000 DT90
- 2000 DG91
- 2000 DW91
- 2000 DH113
- 2000 DN118

### Du1erau 15 mars 2000
- 2000 EL7
- 2000 EQ8
- 2000 EY13
- 2000 EB14
- 2000 EZ22
- 2000 EQ23
- 2000 EM26
- 2000 EU70
- 2000 EK71
- 2000 EU73
- 2000 EO99
- 2000 EY99
- 2000 EC104
- 2000 EG104
- 2000 ES106
- 2000 EY106
- 2000 EZ106
- 2000 EA116
- 2000 EL142
- 2000 EN143
- 2000 EK177
- 2000 EJ178
- 2000 EW202
- 2000 ED203
- 2000 ET203
- 2000 EA204
- 2000 EN209
- 2000 EW209
- 2000 EY209
- 2000 EZ209
- 2000 ED210
- 2000 EF210
- 2000 EP211
- 2000 EW211
- 2000 EX211
- 2000 EJ212
- 2000 EK212
- 2000 EL212
- 2000 EO212
- 2000 ET212

### Du 16 au 31 mars 2000
- 2000 FY5
- 2000 FB8
- 2000 FC8
- 2000 FH8
- 2000 FP10
- 2000 FX13
- 2000 FE52
- 2000 FG53
- 2000 FO53
- 2000 FR53
- 2000 FS53
- 2000 FT53
- 2000 FU53
- 2000 FW53
- 2000 FY53
- 2000 FZ53
- 2000 FM54
- 2000 FM74
- 2000 FS74

### Du1erau 15 avril 2000
- 2000 GA2
- 2000 GB2
- 2000 GK119
- 2000 GT127
- 2000 GV127
- 2000 GW127
- 2000 GG129
- 2000 GN132
- 2000 GQ132
- 2000 GM137
- 2000 GY144
- 2000 GV146
- 2000 GW146
- 2000 GX146
- 2000 GY146
- 2000 GZ146
- 2000 GC147
- 2000 GF147
- 2000 GK147
- 2000 GL147
- 2000 GM147
- 2000 GB184
- 2000 GT188
- 2000 GB189
- 2000 GJ189

### Du 16 au 30 avril 2000
- 2000 HG1
- 2000 HT17
- 2000 HM19
- 2000 HB24
- 2000 HO40
- 2000 HP40
- 2000 HE46
- 2000 HO91
- 2000 HF102
- 2000 HQ102
- 2000 HF106
- 2000 HL106
- 2000 HM106

### Du1erau 15 mai 2000
- 2000 JD2
- 2000 JO4
- 2000 JF5
- 2000 JX8
- 2000 JZ8
- 2000 JZ66
- 2000 JF81
- 2000 JH81
- 2000 JN85
- 2000 JV90
- 2000 JK91
- 2000 JL91
- 2000 JM91
- 2000 JR91
- 2000 JT91
- 2000 JU91
- 2000 JV91
- 2000 JF92
- 2000 JJ92
- 2000 JQ92
- 2000 JF93
- 2000 JK93
- 2000 JZ95
- 2000 JB96
- 2000 JK96
- 2000 JL96
- 2000 JM96
- 2000 JO96
- 2000 JJ97
- 2000 JL97
- 2000 JM97
- 2000 JN97
- 2000 JO97
- 2000 JU97
- 2000 JW97
- 2000 JX97
- 2000 JB98
- 2000 JD98
- 2000 JE98
- 2000 JF98

### Du 16 au 31 mai 2000
- 2000 KA
- 2000 KC
- 2000 KL4
- 2000 KQ4
- 2000 KV8
- 2000 KL33
- 2000 KE41
- 2000 KP44
- 2000 KP65
- 2000 KX83
- 2000 KY83
- 2000 KJ84
- 2000 KW84

### Du1erau 15 juin 2000
- 2000 LG2
- 2000 LH2
- 2000 LD3
- 2000 LF3
- 2000 LG6
- 2000 LM6
- 2000 LK10

### Du 16 au 30 juin 2000
- 2000 MO
- 2000 MK7

### Du1erau 15 juillet 2000
- 2000 NW3
- 2000 NQ11

### Du 16 au 31 juillet 2000
- 2000 OE2
- 2000 OX2
- 2000 OH8
- 2000 OK8
- 2000 OB51
- 2000 OK61
- 2000 OM61
- 2000 ON61
- 2000 OR61
- 2000 OS61
- 2000 OF62
- 2000 OM62
- 2000 OD63
- 2000 OE63
- 2000 OT63
- 2000 OU63
- 2000 OX63
- 2000 OY63
- 2000 OA64
- 2000 OJ64
- 2000 ON64
- 2000 OT64
- 2000 OU64
- 2000 OV64
- 2000 OM65
- 2000 OS65
- 2000 OE66
- 2000 ON66
- 2000 OO66
- 2000 OQ66
- 2000 OH67
- 2000 OP67
- 2000 OM70
- 2000 OQ70
- 2000 OY70
- 2000 OZ70
- 2000 OA71
- 2000 OD71
- 2000 OF71
- 2000 ON71
- 2000 OS71
- 2000 OU71
- 2000 OZ71
- 2000 OB72
- 2000 OD72
- 2000 OE72
- 2000 OF72
- 2000 OG72
- 2000 ON72
- 2000 OR72
- 2000 OS72
- 2000 OU72
- 2000 OW72
- 2000 OX72
- 2000 OY72
- 2000 OZ72
- 2000 OA73
- 2000 OB73
- 2000 OF73
- 2000 OK73
- 2000 OM73
- 2000 OQ73
- 2000 OU73
- 2000 OV73
- 2000 OW73
- 2000 OY73
- 2000 OZ73
- 2000 OA74
- 2000 OD74
- 2000 OE74
- 2000 OF74
- 2000 OG74

### Du1erau 15 août 2000
- 2000 PN
- 2000 PE3
- 2000 PF5
- 2000 PY5
- 2000 PK6
- 2000 PH8
- 2000 PL8
- 2000 PN8
- 2000 PP9
- 2000 PA13
- 2000 PM25
- 2000 PQ27
- 2000 PU29
- 2000 PW29
- 2000 PX29
- 2000 PY29
- 2000 PZ29
- 2000 PA30
- 2000 PB30
- 2000 PC30
- 2000 PD30
- 2000 PF30
- 2000 PG30
- 2000 PH30
- 2000 PL30
- 2000 PM30
- 2000 PN30
- 2000 PQ30
- 2000 PR30
- 2000 PS30
- 2000 PY33
- 2000 PA34
- 2000 PB34
- 2000 PE34
- 2000 PF34
- 2000 PJ34
- 2000 PK34
- 2000 PM34
- 2000 PN34
- 2000 PO34

### Du 16 au 31 août 2000
- 2000 QS7
- 2000 QV7
- 2000 QC34
- 2000 QX69
- 2000 QD79
- 2000 QT94
- 2000 QJ130
- 2000 QL130
- 2000 QM130
- 2000 QO130
- 2000 QS130
- 2000 QC148
- 2000 QM164
- 2000 QC210
- 2000 QU211
- 2000 QA224
- 2000 QB226
- 2000 QD226
- 2000 QF226
- 2000 QG226
- 2000 QH226
- 2000 QJ226
- 2000 QK226
- 2000 QL226
- 2000 QU231
- 2000 QL232
- 2000 QM232
- 2000 QN232
- 2000 QW232
- 2000 QH233
- 2000 QV233
- 2000 QW233
- 2000 QZ233
- 2000 QE234
- 2000 QH234
- 2000 QU234
- 2000 QK235
- 2000 QW235
- 2000 QZ235
- 2000 QF236
- 2000 QG236
- 2000 QU236
- 2000 QW236
- 2000 QD237
- 2000 QN237
- 2000 QU238
- 2000 QX238
- 2000 QZ238
- 2000 QC239
- 2000 QN239
- 2000 QR239
- 2000 QW239
- 2000 QK240
- 2000 QN240
- 2000 QP240
- 2000 QU240
- 2000 QZ240
- 2000 QH241
- 2000 QT241
- 2000 QX241
- 2000 QZ241
- 2000 QB242
- 2000 QC242
- 2000 QM242
- 2000 QP242
- 2000 QY242
- 2000 QH243
- 2000 QP245
- 2000 QS245
- 2000 QK247
- 2000 QF248
- 2000 QT248
- 2000 QV248
- 2000 QD249
- 2000 QE249
- 2000 QN251
- 2000 QJ252
- 2000 QK252
- 2000 QL252
- 2000 QN252
- 2000 QO252
- 2000 QV252
- 2000 QC253
- 2000 QE253
- 2000 QG253
- 2000 QL256
- 2000 QP256
- 2000 QZ256
- 2000 QC257
- 2000 QD257
- 2000 QE257
- 2000 QF257
- 2000 QG257
- 2000 QM257
- 2000 QO257
- 2000 QP257
- 2000 QQ257
- 2000 QR257
- 2000 QU257
- 2000 QW257
- 2000 QX257
- 2000 QZ257
- 2000 QA258
- 2000 QC258
- 2000 QG258
- 2000 QM258
- 2000 QQ258
- 2000 QR258
- 2000 QS258
- 2000 QY258
- 2000 QC259
- 2000 QF259
- 2000 QK259
- 2000 QL259
- 2000 QM259
- 2000 QP259
- 2000 QQ259
- 2000 QR259
- 2000 QT259
- 2000 QA260
- 2000 QD260
- 2000 QF260
- 2000 QG260
- 2000 QH260
- 2000 QJ260
- 2000 QK260
- 2000 QN260
- 2000 QO260
- 2000 QQ260
- 2000 QY260
- 2000 QE261
- 2000 QG261
- 2000 QH261
- 2000 QL261
- 2000 QM261
- 2000 QO261
- 2000 QP261
- 2000 QQ261
- 2000 QR261
- 2000 QT261
- 2000 QU261
- 2000 QV261
- 2000 QW261
- 2000 QX261
- 2000 QY261

### Du1erau 15 septembre 2000
- 2000 RJ12
- 2000 RK12
- 2000 RN12
- 2000 RH36
- 2000 RC37
- 2000 RD52
- 2000 RE52
- 2000 RF52
- 2000 RP52
- 2000 RO53
- 2000 RU56
- 2000 RK58
- 2000 RK60
- 2000 RG75
- 2000 RP106
- 2000 RQ106
- 2000 RX106
- 2000 RY106
- 2000 RZ106
- 2000 RE107
- 2000 RH107
- 2000 RK107
- 2000 RO109
- 2000 RS109
- 2000 RV109
- 2000 RF110
- 2000 RH110
- 2000 RJ110
- 2000 RN110
- 2000 RA111
- 2000 RG111
- 2000 RH111
- 2000 RK111
- 2000 RL111
- 2000 RR111
- 2000 RS111
- 2000 RT111
- 2000 RU111
- 2000 RV111
- 2000 RC112
- 2000 RE112
- 2000 RG112
- 2000 RJ112
- 2000 RL112
- 2000 RM112
- 2000 RN112
- 2000 RR112
- 2000 RS112
- 2000 RT112
- 2000 RU112
- 2000 RX112
- 2000 RA113
- 2000 RC113
- 2000 RD113
- 2000 RF113
- 2000 RK113
- 2000 RL113
- 2000 RM113
- 2000 RO113
- 2000 RP113

### Du 16 au 30 septembre 2000
- 2000 SP
- 2000 ST
- 2000 SX2
- 2000 SP4
- 2000 SR7
- 2000 SV7
- 2000 SE8
- 2000 SF8
- 2000 SG8
- 2000 SJ8
- 2000 SM9
- 2000 SD10
- 2000 SL10
- 2000 SM10
- 2000 SN10
- 2000 SD11
- 2000 SS20
- 2000 SU20
- 2000 SX23
- 2000 SY23
- 2000 SD24
- 2000 SB25
- 2000 SR43
- 2000 SS43
- 2000 SO44
- 2000 SZ44
- 2000 SB45
- 2000 SM57
- 2000 SZ57
- 2000 SE77
- 2000 SG96
- 2000 SX131
- 2000 SL134
- 2000 ST134
- 2000 SZ162
- 2000 SU163
- 2000 SW163
- 2000 SV180
- 2000 SV195
- 2000 SX200
- 2000 SL201
- 2000 SE205
- 2000 ST214
- 2000 SH215
- 2000 SJ229
- 2000 SG232
- 2000 SC241
- 2000 SS246
- 2000 SA268
- 2000 SZ299
- 2000 SX308
- 2000 SU314
- 2000 SR316
- 2000 SX324
- 2000 SD325
- 2000 SQ325
- 2000 SN330
- 2000 SB331
- 2000 SC331
- 2000 SD331
- 2000 SE331
- 2000 SF331
- 2000 SG331
- 2000 SH331
- 2000 SJ331
- 2000 SK331
- 2000 SL331
- 2000 SM331
- 2000 SO331
- 2000 SP331
- 2000 SQ331
- 2000 SR331
- 2000 SS331
- 2000 ST331
- 2000 SU331
- 2000 SY331
- 2000 SB332
- 2000 SE332
- 2000 SL332
- 2000 SO332
- 2000 SP332
- 2000 SZ338
- 2000 SG344
- 2000 SL345
- 2000 SN345
- 2000 SS345
- 2000 SD346
- 2000 SO346
- 2000 SX346
- 2000 SL361
- 2000 SP366
- 2000 SW370
- 2000 SX370
- 2000 SY370
- 2000 SC371
- 2000 SD371
- 2000 SV372
- 2000 SW372
- 2000 SX372
- 2000 SY372
- 2000 SH373
- 2000 SK373
- 2000 SM373
- 2000 SN373
- 2000 SR373
- 2000 SS373
- 2000 ST373
- 2000 SW373
- 2000 SX373
- 2000 SY373
- 2000 SA374
- 2000 SG374
- 2000 SP374
- 2000 SX374
- 2000 SA375
- 2000 SH375
- 2000 SB376
- 2000 SO376
- 2000 SP377
- 2000 SD378
- 2000 ST379
- 2000 SZ379
- 2000 SA380
- 2000 SG380
- 2000 SJ380
- 2000 SQ380
- 2000 ST380
- 2000 SV380
- 2000 SY380
- 2000 SC381
- 2000 SE381
- 2000 SH381
- 2000 SO381
- 2000 SR381
- 2000 SS381
- 2000 ST381
- 2000 SX381
- 2000 SL382
- 2000 SR382
- 2000 SY382
- 2000 SC383
- 2000 SG383
- 2000 SR383
- 2000 SW383
- 2000 SA384
- 2000 SD384
- 2000 SG384
- 2000 SH384
- 2000 SN384
- 2000 SY384
- 2000 SB385
- 2000 SC385
- 2000 SD385
- 2000 SF385
- 2000 SH385
- 2000 SJ385
- 2000 SL385
- 2000 ST385
- 2000 SV385
- 2000 SZ385
- 2000 SF386
- 2000 SL386
- 2000 SM386
- 2000 SP386
- 2000 ST386
- 2000 SV386
- 2000 SX386
- 2000 SZ386
- 2000 SD387
- 2000 SF387

### Du1erau 15 octobre 2000
- 2000 TE
- 2000 TC1
- 2000 TH1
- 2000 TL1
- 2000 TS1
- 2000 TV1
- 2000 TE2
- 2000 TF2
- 2000 TV3
- 2000 TO4
- 2000 TS9
- 2000 TH14
- 2000 TB23
- 2000 TU26
- 2000 TU28
- 2000 TV28
- 2000 TE30
- 2000 TN30
- 2000 TC31
- 2000 TA32
- 2000 TF32
- 2000 TP32
- 2000 TN56
- 2000 TF61
- 2000 TC64
- 2000 TL72
- 2000 TQ72
- 2000 TR72
- 2000 TU72
- 2000 TV72
- 2000 TA73
- 2000 TH73
- 2000 TJ73
- 2000 TL73
- 2000 TS73
- 2000 TB75
- 2000 TY77
- 2000 TG78
- 2000 TJ78
- 2000 TK78
- 2000 TQ78
- 2000 TR78
- 2000 TU78
- 2000 TV78
- 2000 TA79
- 2000 TO79
- 2000 TC80
- 2000 TG80
- 2000 TL80
- 2000 TM80
- 2000 TP80
- 2000 TQ80
- 2000 TR80
- 2000 TG81
- 2000 TH81
- 2000 TJ81
- 2000 TO81
- 2000 TZ81
- 2000 TC82
- 2000 TG82
- 2000 TH82
- 2000 TK82
- 2000 TN82

### Du 16 au 31 octobre 2000
- 2000 UD
- 2000 UJ11
- 2000 UK11
- 2000 UX11
- 2000 UD14
- 2000 UV15
- 2000 UQ16
- 2000 UR16
- 2000 US16
- 2000 UH30
- 2000 UO30
- 2000 UQ30
- 2000 UV31
- 2000 UY33
- 2000 UY40
- 2000 UN106
- 2000 UC115
- 2000 UO115
- 2000 UT115
- 2000 UA116
- 2000 UB116
- 2000 UF116
- 2000 UJ116
- 2000 UL116
- 2000 UO116
- 2000 UP116

### Du1erau 15 novembre 2000
- 2000 VW
- 2000 VC1
- 2000 VP2
- 2000 VT38
- 2000 VU38
- 2000 VE39
- 2000 VZ44
- 2000 VW65
- 2000 VZ65
- 2000 VB66
- 2000 VD66
- 2000 VF66
- 2000 VH66
- 2000 VJ66
- 2000 VN66
- 2000 VQ66

### Du 16 au 30 novembre 2000
- 2000 WZ
- 2000 WC1
- 2000 WL1
- 2000 WV2
- 2000 WW2
- 2000 WS5
- 2000 WM6
- 2000 WG10
- 2000 WH10
- 2000 WM10
- 2000 WV12
- 2000 WW12
- 2000 WX12
- 2000 WB13
- 2000 WJ13
- 2000 WR19
- 2000 WU19
- 2000 WM20
- 2000 WQ20
- 2000 WU27
- 2000 WB28
- 2000 WD28
- 2000 WP28
- 2000 WS28
- 2000 WT28
- 2000 WX28
- 2000 WY29
- 2000 WU50
- 2000 WZ51
- 2000 WN52
- 2000 WZ52
- 2000 WA53
- 2000 WQ53
- 2000 WS53
- 2000 WG63
- 2000 WH63
- 2000 WJ63
- 2000 WM63
- 2000 WL64
- 2000 WB65
- 2000 WD65
- 2000 WD79
- 2000 WB105
- 2000 WE105
- 2000 WD106
- 2000 WJ107
- 2000 WL107
- 2000 WM107
- 2000 WO139
- 2000 WM147
- 2000 WQ147
- 2000 WN148
- 2000 WQ148
- 2000 WR165
- 2000 WB170
- 2000 WX177
- 2000 WL183
- 2000 WM183
- 2000 WN183
- 2000 WO183
- 2000 WA187
- 2000 WJ190
- 2000 WP193
- 2000 WQ193
- 2000 WV193
- 2000 WY193
- 2000 WE194
- 2000 WF194
- 2000 WN194
- 2000 WP194
- 2000 WP195
- 2000 WM198
- 2000 WO198
- 2000 WG200
- 2000 WL200
- 2000 WX201
- 2000 WY201
- 2000 WA202
- 2000 WC202
- 2000 WE202
- 2000 WG202
- 2000 WE203
- 2000 WP203
- 2000 WR203
- 2000 WU203
- 2000 WE204
- 2000 WK204
- 2000 WU204
- 2000 WV204

### Du1erau 15 décembre 2000
- 2000 XL
- 2000 XN
- 2000 XV
- 2000 XO8
- 2000 XX10
- 2000 XQ15
- 2000 XF44
- 2000 XJ44
- 2000 XZ44
- 2000 XA54
- 2000 XQ54
- 2000 XD56
- 2000 XL56
- 2000 XM56

### Du 16 au 31 décembre 2000
- 2000 YA
- 2000 YV1
- 2000 YW1
- 2000 YX1
- 2000 YY1
- 2000 YZ1
- 2000 YA2
- 2000 YD2
- 2000 YE2
- 2000 YF2
- 2000 YG2
- 2000 YF4
- 2000 YG4
- 2000 YJ4
- 2000 YL4
- 2000 YY16
- 2000 YD23
- 2000 YB29
- 2000 YG29
- 2000 YT37
- 2000 YN133
- 2000 YS134
- 2000 YT134
- 2000 YW140
- 2000 YA141
- 2000 YL141
- 2000 YN141
- 2000 YP141
- 2000 YU141
- 2000 YV141
- 2000 YJ142
- 2000 YQ142
- 2000 YY142
- 2000 YL145
- 2000 YM145
- 2000 YN146
- 2000 YR146